# Chrysoporthe doradensis
Chrysoporthe doradensis är en svampart som beskrevs av Gryzenh. & M.J. Wingf. 2005. Chrysoporthe doradensis ingår i släktet Chrysoporthe och familjen Cryphonectriaceae.   Inga underarter finns listade i Catalogue of Life.